# Trizinia-Methana
Trizinia-Methana (griechisch Τροιζηνία (f. sg.) - Μέθανα (n. pl.)) ist eine Gemeinde an der peloponnesischen Küste des Saronischen Golfs, die zum attischen Regionalbezirk Inseln gehört. Die Gemeinden Trizinia-Methana und Poros sind die einzigen Gemeinden Attikas, die auf der Festlands-Peloponnes liegen
Die Gemeinde wurde bei der Verwaltungsreform 2010 aus den 1834–1912 und 1997–2010 bestehenden Gemeinden Trizina und Methana gebildet, zunächst wie die ehemalige Provinz Trizinia benannt und per Gesetz vom 17. Januar 2014 in Trizinia-Methana umbenannt.
Ihr Verwaltungssitz ist in dem gegenüber der Insel Poros gelegenen Galatas. Trizinia hat seinen Namen vom antiken Troizẽnia, das das Territorium der Stadt Troizẽn bezeichnete. 1912 spaltete man die Gemeinden in kleine Landgemeinden, von denen zehn 1997 erneut zu Gemeinden der alten Namen fusioniert wurden. Der Ort Damalas wurde 1929 nach der antiken Stadt, deren Überreste in der Nähe zu finden sind, in Trizina umbenannt. Die heute selbständige Gemeinde Poros gehörte von 1840 bis 1912 zu Trizina und bis 1997 zur Provinz Trizinia.

## Gemeindegliederung
Die bis 1997 bestehenden zehn Gemeinden haben seit 2011 des Status eines Stadtbezirks (Ez. gr. dimotiki kinotita) – nämlich Galatas – bzw. von Ortsgemeinschaften (topiki kinotita) und wählen je nach Einwohnerzahl einen Rat oder einen einzelnen Vertreter als Lokalvertretung. Die Einwohnerzahlen stammen aus dem Ergebnis der Volkszählung 2011.
- Gemeindebezirk Methana – Δημοτική Ενότητα Μεθάνων – 1.657
  - Ortsgemeinschaft Kounopitsa – Τοπική Κοινότητα Κουνουπίτσης – 178
    - Agios Georgios – Άγιος Γεώργιος – 46
    - Agios Nikolaos – Άγιος Νικόλαος – 8
    - Kounoupitsa – Κουνουπίτσα – 75
    - Makrylongos – Μακρύλογγος – 24
    - Palea Loutra – Παλαιά Λουτρά – 25

  - Ortsgemeinschaft Kypseli – Τοπική Κοινότητα Κυψέλης Μεθάνων – 92
    - Agii Theodori – Άγιοι Θεόδωροι – 45
    - Kypseli – Κυψέλη – 47

  - Ortsgemeinschaft Methana – Τοπική Κοινότητα Λουτροπόλεως Μεθάνων – 1.097
    - Dritseika – Δριτσαίικα – 205
    - Methana – Μέθανα – 892

  - Ortsgemeinschaft Megalochori – Τοπική Κοινότητα Μεγαλοχωρίου – 290
    - Vathy – Βαθύ – 129
    - Kaimeni Chora – Καημένη Χώρα – 21
    - Megalo Potami – Μεγάλο Ποτάμι – 25
    - Megalochori – Μεγαλοχώρι – 115
- Gemeindebezirk Trizina – Δημοτική Ενότητα Τροιζήνος – 5.486
  - Stadtbezirk Galatas – Δημοτική Κοινότητα Γαλατά – 2.522
    - Agia Sotira – Αγία Σωτήρα – 302
    - Vlacheika – Βλαχαίικα – 16
    - Galatas – Γαλατάς – 2.195
    - Saronida – Σαρωνίδα – 9

  - Ortsgemeinschaft Ano Fanari – Τοπική Κοινότητα Άνω Φαναρίου – 287
    - Agia Eleni – Αγία Ελένη – 159
    - Ano Fanari – Άνω Φανάρι – 128

  - Ortsgemeinschaft Dryopi – Τοπική Κοινότητα Δρυόπης – 1.042
    - Dryopi – Δρυόπη – 239
    - Kalloni – Καλλονή – 669
    - Mylos – Μύλος – 1
    - Neratzia – Νερατζιά – 0
    - Nisida – Νησίδα – 2
    - Skapeti – Σκαπέτι – 94
    - Chora – Χώρα – 37

  - Ortsgemeinschaft Karatzas – Τοπική Κοινότητα Καρατζά – 303
    - Zerveika – Ζερβαίικα – 16
    - Karatzas – Καρατζάς – 287

  - Ortsgemeinschaft Taktikoupoli – Τοπική Κοινότητα Τακτικουπόλεως – 431
    - Agios Konstandinos – Άγιος Κωνσταντίνος – 60
    - Akti Agapis – Ακτή Αγάπης – 2
    - Vydi – Βύδι – 12
    - Metamorfosi – Μεταμόρφωση – 75
    - Taktikoupoli – Τακτικούπολη – 250
    - Psifta – Ψήφτα – 32

  - Ortsgemeinschaft Trizina – Τοπική Κοινότητα Τροιζήνος – 901
    - Agios Georgios – Άγιος Γεώργιος – 228
    - Trizina – Τροιζήνα – 673